# Quadro Europeu Comum de Referência para as Línguas
O Quadro Europeu Comum de Referência para as Línguas: Aprendizagem, Ensinamento, Certificação (QECR) (em língua inglesa: Common European Framework of Reference for Languages: Learning, Teaching, Assessment, CEFR) é um padrão europeu utilizado para descrever os resultados da aprendizagem de uma língua estrangeira em toda a Europa e, cada vez mais, noutros países do mundo. O QECR também se destina a tornar mais fácil, para as instituições educativas e para os empregadores, a avaliação das qualificações linguísticas dos candidatos à admissão na educação ou no emprego. O seu principal objetivo é fornecer um método de aprendizagem, ensinamento e certificação que se aplique a todas as línguas da Europa.
Foi elaborado pelo Conselho da Europa como parte principal do projeto "Aprendizagem das Línguas para a Cidadania Europeia" entre 1989 e 1996. Em novembro de 2001, uma resolução do Conselho da União Europeia recomendou a utilização do QECR para o estabelecimento de um sistema de validação das habilidades linguísticas. Os seis níveis de referência (A1, A2, B1, B2, C1, C2) têm-se vindo a tornar amplamente aceites como o padrão europeu para a classificação da proficiência linguística de um indivíduo.

## Desenvolvimentos

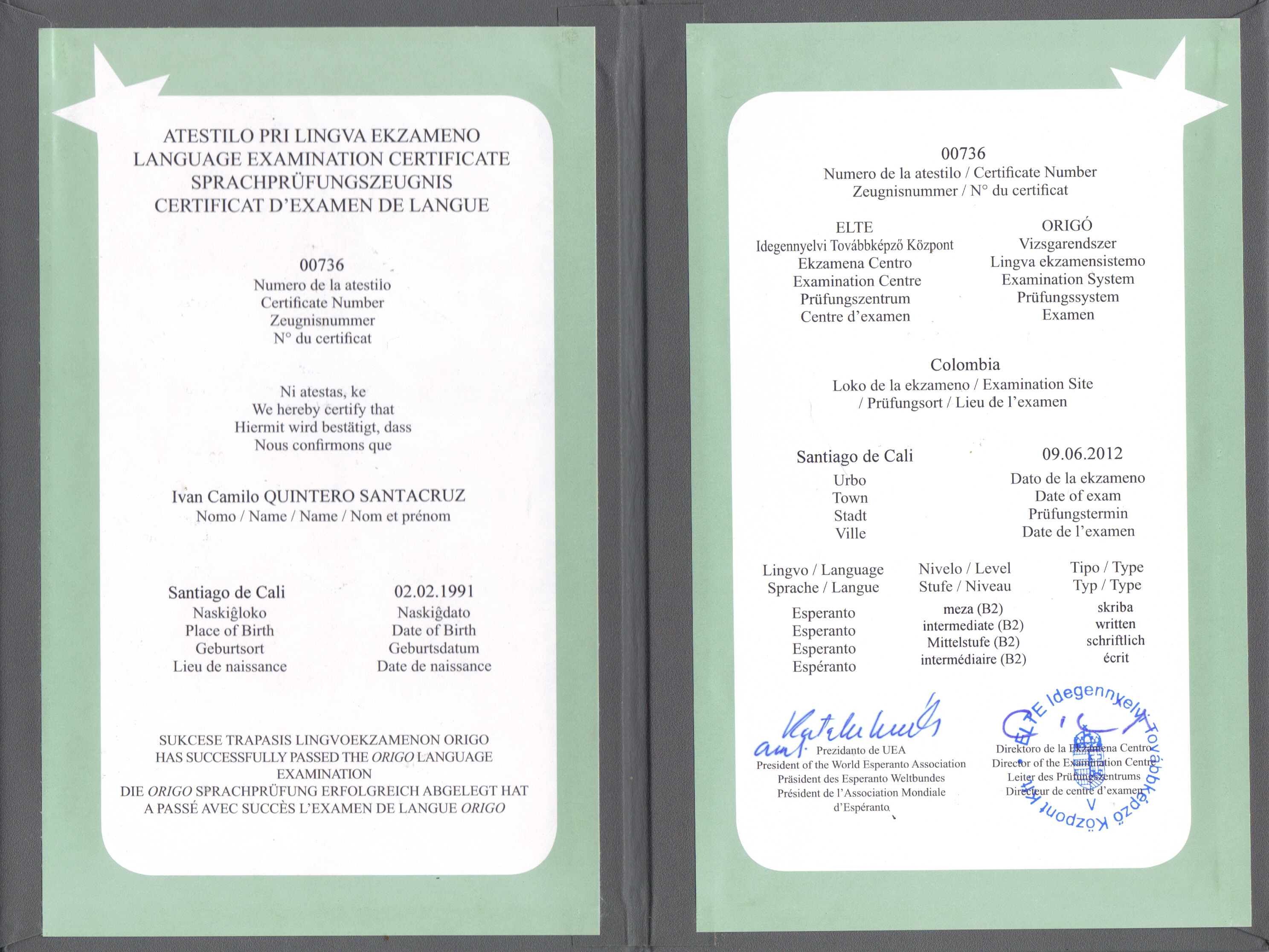
Certificado de êxito no exame QECR para o idioma esperanto.

O projeto é o resultado de um trabalho iniciado em 1991 por iniciativa do governo federal suíço que esteve inspirado em trabalhos prévios realizados por particulares e instituições desde 1971. O documento final foi elaborado pelo Conselho da Europa e apresentado em 2001 durante a celebração do Ano Europeu das Línguas.
O QECR adota um enfoque orientado para a ação que, segundo Carlos César Jiménez da Universidade Nacional Autónoma do México, remonta-se às propostas teóricas dos filósofos da linguagem, tais como Ludwig Wittgenstein nas décadas de 1950 e sociolinguistas como Dell Hymes.
Entre os conceitos teóricos chave utilizados no QECR, encontram-se o conhecimento declarativo, o conhecimento procedimental e a competência, entendida como o conhecimento mínimo suficiente que supomos que seja requerido para executar um tipo de tarefas específicas. Estes conceitos complementam-se com a competência existencial (habilidades sociais), a habilidade para aprender e a competência linguístico-comunicativa.

## Antecedentes teóricos
O QECR divide as competências gerais em conhecimento, habilidades e competência existencial com competências comunicativas particulares em competência linguística, competência sociolinguística e competência pragmática. Esta divisão não corresponde exatamente com as noções previamente conhecidas de competência comunicativa, mas podem ser estabelecidas correspondências entre elas.
O QECR tem três dimensões principais: atividades linguísticas, os domínios em que as atividades linguísticas ocorrem e as competências que uma pessoa obtém quando se envolve nestas atividades linguísticas.

### Atividades linguísticas
O QECR distingue quatro tipos de atividades linguísticas: receção (ouvir e ler), produção (falar e escrever), interação (falar e escrever) e mediação (traduzir e interpretar).

### Domínios
As competências comunicativas gerais e particulares desenvolvem-se através da produção ou da receção de textos em vários contextos e sob várias condições e constrangimentos. Estes contextos correspondem aos diversos âmbitos da vida social que o QECR designa como domínios. Distinguem-se quatro domínios amplos: o educacional, o ocupacional, o público e o pessoal. Estes quatro domínios correspondem em grande medida ao registo sociolinguístico.

### Competências
Um utilizador de uma língua pode desenvolver vários graus de competência em cada um destes domínios e, para ajudar a descrevê-los, o QECR fornece um conjunto de seis Níveis Comuns de Referência (A1, A2, B1, B2, C1, C2).

## Níveis comuns de referência
O Quadro Europeu Comum de Referência para as Línguas estabelece uma escala de seis níveis comuns de referência para a organização da aprendizagem das línguas e a homologação dos distintos títulos emitidos pelas entidades certificadas. A divisão agrupa-se em três blocos que respondem a uma divisão mais clássica do nível básico, intermédio e avançado, embora não se correspondam exatamente com os níveis clássicos por estar situados em cima ou por debaixo deles.
| Grupo de níveis                                                                                        | Nível | Descrição |
| --- | --- | --- |
| A Utilizador básico ou elementar (português europeu) Falante básico ou elementar (português do Brasil) | A1 Iniciação ou Descoberta                                                                                    | - Pode entender e utilizar expressões familiares do dia a dia, bem como frases básicas direcionadas a satisfazer necessidades concretas. - Pode apresentar-se e responder a perguntas sobre detalhes da sua vida pessoal como, por exemplo: onde vive, pessoas que conhece ou coisas que possui. - Pode ainda interagir de maneira simples com nativos desde que estes falem pausadamente, de maneira clara e que estejam dispostos a ajudar. |
| A Utilizador básico ou elementar (português europeu) Falante básico ou elementar (português do Brasil) | A2 Elementar ou Plataforma                                                                                    | - Pode entender frases e expressões relacionadas com áreas familiares ao utilizador, como informações pessoais e familiares básicas, compras, geografia local, emprego. - Pode comunicar de maneira simples em situações familiares que requerem troca de informações curtas e precisas. - Pode descrever de maneira superficial aspetos sobre os seus conhecimentos, o ambiente onde vive e as necessidades imediatas. |
| B Utilizador independente (português europeu) Falante independente (português do Brasil)               | B1 Limiar ou Intermédio                                                                                       | - Pode entender os pontos principais sobre os assuntos do dia a dia como trabalho, escola e lazer. - Pode lidar com situações quotidianas no país onde a língua é falada (viagem de turismo). - Pode produzir textos simples sobre áreas familiares e de interesse. - Pode ainda descrever experiências, eventos, sonhos, desejos e ambições. - Além disso pode ainda opinar de maneira limitada sobre planos e discussões. |
| B Utilizador independente (português europeu) Falante independente (português do Brasil)               | B2 Vantagem ou Intermédio superior (ou Pós-intermédio) (português europeu) Independente (português do Brasil) | - É capaz de entender ideias principais de textos complexos que tratem de temas tanto concretos como abstratos, inclusive textos de caráter técnico se forem da sua área de especialização. - Pode interagir com falantes nativos com um grau suficiente de fluência e naturalidade de forma a que a comunicação ocorra sem esforço por parte dos interlocutores. - Pode produzir textos claros e detalhados sobre temas diversos, assim como defender um ponto de vista sobre temas gerais, indicando vantagens e desvantagens das várias opções.                        |
| C Utilizador proficiente (português europeu) Falante proficiente (português do Brasil)                 | C1 Avançado ou Proficiência operativa efetiva (ou Autonomia)                                                  | - É capaz de compreender uma ampla variedade de textos extensos e com um certo nível de exigência, assim como reconhecer nestes, sentidos e idéias implícitas. - Sabe expressar-se de forma fluente e espontânea sem demonstrar muitos esforços para encontrar uma palavra ou expressão adequada. - Pode fazer uso efetivo do idioma para fins sociais, acadêmicos e profissionais. - Pode produzir textos claros, bem estruturados e detalhados sobre temas de certa complexidade, mostrando o uso correto dos mecanismos de organização, articulação e coesão do texto. |
| C Utilizador proficiente (português europeu) Falante proficiente (português do Brasil)                 | C2 Mestria ou Proficiente (português europeu) Domínio pleno (português do Brasil)                             | - É capaz de compreender com facilidade praticamente tudo o que ouve e lê. - Sabe reconstruir a informação e os argumentos procedentes de diversas fontes, seja em língua falada ou escrita, e apresentá-los de maneira coerente e resumida. - Pode expressar-se espontaneamente com grande fluência e com um grau de precisão que lhe permita diferenciar pequenas matizes ou nuances de significado, inclusive em situações de maior complexidade. |

## Capacidades que há que desenvolver
O Quadro Europeu Comum de Referência para as Línguas delimita as capacidades que o aluno deve controlar em cada um dos níveis para as categorias «compreender», «falar» e «escrever». A categoria «compreender» integra as destrezas compreensão auditiva e compreensão da leitura; a categoria «falar» integra as de interação oral e expressão oral e a categoria «escrever» compreende a destreza da expressão escrita.
| Nível | Compreender | Compreender | Falar | Falar | Escrever |
| Nível | Compreensão auditiva | Compreensão de leitura | Interação oral | Expressão oral | Expressão escrita |
| ----- | --- | --- | --- | --- | --- |
| A1    | Reconheço palavras e expressões muito básicas que se usam habitualmente, relativas a mim mesmo, à minha família e ao meu ambiente imediato quando se fala devagar e com clareza. | Compreendo palavras e nomes conhecidos e frases muito simples, por exemplo, aquelas em letreiros, cartazes e catálogos. | Posso participar numa conversação de forma simples, sempre que a outra pessoa esteja disposta a repetir o que disse ou a dizê-lo com outras palavras e a uma velocidade mais lenta, e me ajudar a formular o que estou tentando dizer. Eu faço e respondo perguntas simples sobre temas de necessidade imediata ou assuntos muito habituais. | Utilizo expressões e frases simples para descrever o lugar onde vivo e as pessoas que conheço. | Eu sou capaz de escrever postais curtos e simples, por exemplo para enviar parabéns. Sei preencher formulários com dados pessoais, por exemplo, o meu nome, a minha nacionalidade e a minha morada no formulário de registo do hotel. |
| A2    | Compreendo frases e o vocabulário mais habitual sobre temas de interesse pessoal (informação pessoal e familiar muito básica, compras, local de residência, emprego). Sou capaz de captar a ideia principal de avisos e mensagens breves, claras e simples. | Sou capaz de ler textos muito breves e simples. Sei encontrar informação específica e previsível em escritos simples e quotidianos, como anúncios publicitários, prospectos, menus e horários e compreendo cartas pessoais breves e simples.   | Posso comunicar-me em tarefas simples e habituais que requerem um intercâmbio simples e direto de informação sobre atividades e assuntos quotidianos. Sou capaz de realizar intercâmbios sociais muito breves, embora, geralmente, não possa compreender o suficiente para manter a conversação por mim mesmo.                               | Utilizo uma série de expressões e frases para descrever, com termos simples, a minha família e outras pessoas, as minhas condições de vida, a minha origem educativa e o meu trabalho atual ou o último que tive.                                                                                      | Sou capaz de escrever notas e mensagens breves e simples relativas às minhas necessidades imediatas. Posso escrever cartas pessoais muito simples, por exemplo agradecendo algo a alguém. |
| B1    | Compreendo as ideias principais quando o discurso é claro e normal e se tratam assuntos quotidianos que têm lugar no trabalho, na escola, durante o tempo de ócio, etc. Compreendo a ideia principal de muitos programas de rádio ou televisão que tratam temas atuais ou assuntos de interesse pessoal ou profissional, quando a articulação é relativamente lenta e clara. | Compreendo textos escritos numa linguagem de uso habitual e quotidiano ou relacionadas com o trabalho. Compreendo a descrição de acontecimentos, sentimentos e desejos em cartas pessoais.                                                     | Sei desenvolver-me em quase todas as situações que se me apresentam quando viajo para onde se fala essa língua. Posso participar espontaneamente numa conversação que trate temas quotidianos de interesse pessoal ou que sejam pertinentes para a vida diária (por exemplo, família, hobbies, trabalho, viagens e acontecimentos atuais).   | Sei relacionar frases de maneira simples com o fim de descrever experiências e factos, meus sonhos, esperanças e ambições. Posso explicar e justificar brevemente as minhas opiniões e projetos. Sei narrar uma história ou relato, o enredo de um livro ou filme e posso descrever as minhas reações. | Sou capaz de escrever textos simples e bem relacionados sobre temas que são conhecidos por mim ou de interesse pessoal. Posso escrever cartas pessoais que descrevam experiências e impressões. |
| B2    | Compreendo discursos e conferências extensas e inclusive sigo linhas argumentais complexas sempre que o tema seja relativamente bem conhecido. Compreendo quase todas as notícias na televisão e os programas sobre temas atuais. Compreendo a maioria dos filmes que são falados num nível de linguagem padrão.                                                             | Sou capaz de ler artigos e reportagens relacionadas com problemas contemporâneos em que os autores adotam posturas ou pontos de vista concretos. Compreendo a prosa literária contemporânea.                                                   | Posso participar numa conversação com certa fluência e espontaneidade, o que possibilita a comunicação normal com falantes nativos. Posso tomar parte ativa em debates desenvolvidos em situações quotidianas, explicando e defendendo os meus pontos de vista.                                                                              | Apresento descrições claras e detalhadas de uma ampla série de temas relacionados com a minha especialidade. Sei explicar um ponto de vista sobre um tema expondo as vantagens e desvantagens de várias opções.                                                                                        | Sou capaz de escrever textos claros e detalhados sobre uma ampla série de temas relacionados com os meus interesses. Posso escrever redações ou relatórios transmitindo informação ou propondo motivos que apoiem ou refutem um ponto de vista concreto. Sei escrever cartas que destacam a importância que lhes dou a determinados fatos e experiências.                                                  |
| C1    | Compreendo discursos extensos inclusive quando não estão estruturados com clareza e quando as relações estão apenas implícitas e não são declaradas explicitamente. Compreendo sem muito esforço os programas de televisão e os filmes. | Compreendo textos longos e complexos de caráter literário ou baseados em fatos, apreciando distinções de estilo. Compreendo artigos especializados e instruções técnicas longas, mesmo que não estejam relacionadas com a minha especialidade. | Expresso-me com fluidez e espontaneidade sem ter que procurar de forma muito evidente as expressões adequadas. Utilizo a linguagem com flexibilidade e eficácia para fins sociais e profissionais. Formulo ideias e opiniões com precisão e relaciono as minhas intervenções habilmente com as de outros falantes.                           | Apresento descrições claras e detalhadas sobre temas complexos que incluem outros temas, desenvolvendo ideias concretas e terminando com uma conclusão apropriada. | Sou capaz de me expressar em textos claros e bem estruturados, expondo pontos de vista com alguma extensão. Posso escrever sobre temas complexos em cartas, redações ou relatórios, destacando o que considero que são os aspectos importantes. Seleciono o estilo apropriado para os leitores a quem os meus escritos são endereçados, inclusive posso estar na capacidade de me candidatar a um emprego. |
| C2    | Não tenho nenhuma dificuldade para compreender qualquer tipo de linguagem falada, tanto em conversações ao vivo como em discursos retransmitidos, mesmo que se produzam a uma velocidade de falante nativo, sempre que tenha tempo de me familiarizar com o sotaque. | Sou capaz de ler com facilidade praticamente todas as formas de linguagem escrita, incluindo textos abstratos estruturalmente ou linguisticamente complexos, como manuais, artigos especializados e obras literárias.                          | Tomo parte sem esforço em qualquer conversação ou debate e conheço bem modismos, frases feitas e expressões coloquiais. Expresso-me com fluidez e transmito nuances subtis de sentido com precisão. Se tenho um problema, disfarço a dificuldade com tanta discrição que os outros dificilmente reparam.                                     | Apresento descrições ou argumentos de forma clara e fluída e com um estilo que é o adequado ao contexto e com uma estrutura lógica e eficaz que ajuda o ouvinte a fixar-se nas ideias importantes e a recordá-las.                                                                                     | Sou capaz de escrever textos claros e fluídos num estilo apropriado. Posso escrever cartas, relatórios ou artigos complexos que apresentam argumentos com uma estrutura lógica e eficaz que ajuda o ouvinte a fixar-se nas ideias importantes e a recordá-las. Escrevo resumos e resenhas de obras profissionais ou literárias.                                                                            |

## Relação com a duração do processo de aprendizagem
Organismos educacionais para várias línguas ofereceram estimativas para a quantidade de aprendizagem necessária para atingir os níveis na língua relevante.
| Organismo                             | Língua   | Horas cumulativas de aprendizagem para atingir o nível | Horas cumulativas de aprendizagem para atingir o nível | Horas cumulativas de aprendizagem para atingir o nível | Horas cumulativas de aprendizagem para atingir o nível | Horas cumulativas de aprendizagem para atingir o nível | Horas cumulativas de aprendizagem para atingir o nível | Referência |
| Organismo                             | Língua   | A1                                                     | A2                                                     | B1                                                     | B2                                                     | C1                                                     | C2                                                     | Referência |
| ------------------------------------- | -------- | ------------------------------------------------------ | ------------------------------------------------------ | ------------------------------------------------------ | ------------------------------------------------------ | ------------------------------------------------------ | ------------------------------------------------------ | ---------- |
| DW Akademie                           | Alemão   | 75                                                     | 150 (A2.1) 225 (A2.2)                                  | 300 (B1.1) 400 (B1.2)                                  |                                                        |                                                        |                                                        | [ 13 ]     |
| Goethe-Institut                       | Alemão   | 80–200                                                 | 200–350                                                | 350–650                                                | 600–800                                                | 800–1,000                                              | 1,000                                                  | [ 14 ]     |
| Cambridge English Language Assessment | Inglês   |                                                        | 180–200                                                | 350–400                                                | 500–600                                                | 700–800                                                | 1,000–1,200                                            | [ 16 ]     |
| Alliance Française                    | Francês  | 60–100                                                 | 160–200                                                | 360–400                                                | 560–650                                                | 810–950                                                | 1060–1200                                              | [ 17 ]     |
| Teastas Eorpach na Gaeilge            | Irlandês | 80–100                                                 | 160–200                                                | 350–400                                                | 500–600                                                | 1000+                                                  | 1500+                                                  | [ 19 ]     |

## Certificação e ecossistema de educação habilitado pelo QECR
Várias organizações foram criadas para servir de suporte para as escolas de idiomas e organismos de certificação que reivindicam a compatibilidade com o QECR. Por exemplo, a Associação Europeia para Teste e Certificação de Línguas (em inglês: European Association for Language Testing and Assessment, EALTA) é uma iniciativa financiada pela União Europeia para promover o QECR e as melhores práticas na oferta da formação profissional em línguas. A Associação de Certificadores de Línguas na Europa (em inglês: Association of Language Testers in Europe, ALTE) é um consórcio de organizações académicas que visa padronizar os métodos de certificação. A EAQUALS (Avaliação e Credenciação da Qualidade em Serviços Linguísticos) é uma associação internacional de instituições e organizações envolvidas na educação de línguas, ativa em toda a Europa e que segue o QECR.
Na França, o Ministério da Educação criou um certificado obrigatório do governo chamado CLES (em francês: Certificat de Compétences en Langues de l'Enseignement Supérieur), que formaliza o uso do QECR em programas de educação de línguas em instituições de educação superior francesas.
Na Alemanha, a Telc, uma agência sem fins lucrativos, é a parceira exclusiva do governo federal para as provas de idioma realizadas no final dos cursos de integração para imigrantes, seguindo os padrões do QECR.

## Comparação entre o QECR e outras escalas

### Escalas gerais
Os estudos abordaram a correspondência com as Diretrizes de Proficiência do ACTFL (American Council on the Teaching of Foreign Languages) e a escala ILR dos Estados Unidos da América.
Por conveniência, as seguintes abreviações serão usadas para os níveis ACTFL:
- IB/IM/IA – Iniciante Baixo/Médio/Alto
- TB/TM/TA – Intermediário Baixo/Médio/Alto
- AB/AM/AA – Avançado Baixo/Médio/Alto
- S – Superior
- D – Distinto (uma designação por vezes utilizada para os níveis 4 e 4+ da escala ILR em vez de os incluir no Superior)

A tabela a seguir resume as várias equivalências propostas entre QECR e ACTFL:
| QECR | Correspondência com o ACTFL | Correspondência com o ACTFL | Correspondência com o ACTFL |
| QECR | Martínez, 2008              | Tschirner, 2005             | Buitrago, 2006              |
| ---- | --------------------------- | --------------------------- | --------------------------- |
| <A1  | IB, IM                      |                             |                             |
| A1   | IA                          | IA                          | IB                          |
| A2   | TB, TM                      | TM                          | IM                          |
| B1   | TM, TA                      | TA                          | TB                          |
| B2   | TA, AB                      | AM                          | TM, TA                      |
| C1   | AM, AA                      | AA                          | AB, AM, AA                  |
| C2   | AA, S                       | S                           | S                           |

Num painel de discussão na Universidade de Estudos Estrangeiros de Osaka, um dos coautores do QECR, Brian North, afirmou que uma "hipótese sensata" seria o C2 corresponder ao "Distinto", o C1 ao "Superior", o B2 ao " Avançado Médio" e o B1 ao "Intermediário Alto" do sistema ACTFL.
Isto está de acordo com uma tabela publicada pelo American University Center of Provence que fornece as seguintes correspondências:
| QECR | ILR  | ACTFL      |
| ---- | ---- | ---------- |
| A1   | 0/0+ | IB, IM, IA |
| A2   | 1    | TB, TM     |
| B1   | 1+   | TA         |
| B2   | 2/2+ | AB, AM, AA |
| C1   | 3/3+ | S          |
| C2   | 4/4+ | D          |

No entanto, uma comparação entre as grelhas de autoavaliação do ILR (ler, falar, ouvir) e a grelha de avaliação do CEFR poderia sugerir uma equivalência diferente:
| QECR | ILR  | ACTFL      |
| ---- | ---- | ---------- |
| A1   | 0/1  | IB, IM, IA |
| A2   | 1+   | TB, TM     |
| B1   | 2/2+ | TA         |
| B2   | 3/3+ | AB, AM, AA |
| C1   | 4    | S          |
| C2   | 4+   | D          |

Um estudo do Buck, Papageorgiou e Platzek aborda a correspondência entre a dificuldade dos itens de teste sob os padrões do QECR e do ILR. Os níveis do ILR mais comuns para os itens de uma determinada dificuldade do QECR que foram estabelecidos são os seguintes:
- Leitura—A1: 1, A2: 1, B1: 1+, B2: 2+, C1: 3
- Audição—A1: 0+/1, A2: 1, B1: 1+, B2: 2, C1: 2+ (pelo menos)[36]

O Canadá utiliza cada vez mais o QECR em alguns domínios. São administrados exames compatíveis com o QECR, como o DELF/DALF (francês) e o DELE (espanhol). As universidades estruturam cada vez mais os seus cursos em torno dos níveis do QECR. Larry Vandergrift da Universidade de Ottawa propôs a adoção canadiana do QECR no seu relatório Proposta para um Quadro Comum de Referência para Línguas para o Canadá publicado pela National Trust for Canada / La Fiducie nationale du Canada. Este relatório contém uma comparação do QECR com os outros padrões em utilização no Canadá e propõe uma tabela de equivalência.
| QECR | ILR    | ACTFL                            | NB OPS                 | CLB   | PSC |
| ---- | ------ | -------------------------------- | ---------------------- | ----- | --- |
| A1   | 0/0+/1 | Iniciante (Baixo/Médio/Alto)     | Sem classificação/0+/1 | 1/2   | A   |
| A2   | 1+     | Intermediário (Baixo/Médio/Alto) | 1+/2                   | 3/4   | B   |
| B1   | 2      | Avançado Baixo                   | 2+                     | 5/6   | C   |
| B2   | 2+     | Avançado Médio                   | 3                      | 7/8   |     |
| C1   | 3/3+   | Avançado Alto                    | 3+                     | 9/10  |     |
| C2   | 4      | Superior                         | 4                      | 11/12 |     |
| C2+  | 4+/5   |                                  |                        |       |     |

A correspondência resultante entre as escalas ILR e ACTFL, diverge da geralmente aceite. Os padrões ACTFL foram desenvolvidos para que Iniciante, Intermediário, Avançado e Superior correspondessem a 0/0+, 1/1+, 2/2+ e 3/3+, respetivamente na escala ILR. Para além disso, as escalas ILR e NB OPS não correspondem, apesar do fato desta última ter sido modelada a partir da primeira.
Um documento mais recente de Macdonald e Vandergrift estima as seguintes correspondências (para a habilidade oral) entre os níveis da Public Service Commission (PSC) e os níveis do QECR:
| PSC | QECR  |
| --- | ----- |
| A   | A2    |
| B   | B1/B2 |
| C   | B2/C1 |

As escolas de línguas também podem propor as suas próprias tabelas de equivalência. Por exemplo, o Vancouver English Centre fornece uma tabela de equivalência abrangente entre os vários formatos do teste TOEFL, do exame de Cambridge, do sistema de nível VEC e do QECR.

### Escalas específicas das línguas
| Língua (ISO 639-3)    | Certificado | A1                                       | A2                                                                        | B1                                                                             | B2 | C1                                                                                | C2 |
| --------------------- | --- | ---------------------------------------- | ------------------------------------------------------------------------- | ------------------------------------------------------------------------------ | --- | --------------------------------------------------------------------------------- | --- |
| Múltiplo              | Consórcio Europeu para o Certificado de Conhecimentos em Línguas Modernas (Consórcio ECL). As provas ECL podem ser realizadas em inglês, francês, alemão, húngaro, italiano, polaco, romeno, búlgaro, sérvio, eslovaco, russo, espanhol, croata, checo e hebraico. | -                                        | A2                                                                        | B1                                                                             | B2 | C1                                                                                | - |
| Múltiplo              | UNIcert |                                          |                                                                           | UNIcert I                                                                      | UNIcert II | UNIcert III                                                                       | UNIcert IV |
| Múltiplo              | TELC | A1                                       | A2                                                                        | B1                                                                             | B2 | C1                                                                                | C2 |
| Múltiplo              | Nível ALTE Associação de Certificadores de Línguas na Europa (Association of Language Testers in Europe, ALTE) | Nível de Descoberta                      | Nível 1                                                                   | Nível 2                                                                        | Nível 3 | Nível 4                                                                           | Nível 5 |
| Alemão                | Goethe-Institut | Goethe-Zertifikat A1 Start Deutsch 1     | Goethe-Zertifikat A2 Start Deutsch 2                                      | Goethe-Zertifikat B1 Zertifikat Deutsch (ZD)                                   | Goethe-Zertifikat B2 Zertifikat Deutsch für den Beruf (ZDfB)                                                            | Goethe-Zertifikat C1 Zentrale Mittelstufenprüfung                                 | Goethe-Zertifikat C2 - Großes Deutsches Sprachdiplom (GDS) Zentrale Oberstufenprüfung Kleines Deutsches Sprachdiplom |
| Alemão                | Centro de Certificação de Línguas Speexx | 10-19                                    | 20-29                                                                     | 30-49                                                                          | 50-79 | 80-89                                                                             | 90-100 |
| Alemão                | Österreichisches Sprachdiplom Deutsch | A1 ÖSD Zertifikat A1 (ÖSD ZA1)           | A2 ÖSD Zertifikat A2 (ÖSD ZA2)                                            | B1 ÖSD Zertifikat Deutsch Österreich (ÖSD B1 ZDÖ); B1 ÖSD Zertifikat B1 (ZB1)  | B2 ÖSD Zertifikat B2 (ÖSD ZB2)                                                                                          | C1 ÖSD Zertifikat C1 (ÖSD ZC1)                                                    | C2 ÖSD Zertifikat C2 (ÖSD ZC2); C2 ÖSD Zertifikat C2 / Wirtschaftssprache Deutsch (ÖSD ZC2 / WD)                     |
| Alemão                | TestDaF |                                          |                                                                           |                                                                                | TDN 3—TDN 4 | TDN 4—TDN 5                                                                       | |
| Basco                 | IVAP-HAEE |                                          |                                                                           | HE 1 - IVAP-HAEE                                                               | HE 2 - IVAP-HAEE | HE 3 - IVAP-HAEE                                                                  | HE 4 - IVAP-HAEE |
| Basco                 | HABE |                                          |                                                                           | Lehenengo maila — HABE                                                         | Bigarren maila — HABE                                                                                                   | Hirugarren maila — HABE                                                           | Laugarren maila — HABE                                                                                               |
| Basco                 | EGA |                                          |                                                                           |                                                                                | | Euskararen Gaitasun Agiria                                                        | |
| Castelhano (espanhol) | DELE | A1                                       | A2                                                                        | B1 (antigo "Inicial")                                                          | B2 (antigo "Intermedio")                                                                                                | C1                                                                                | C2 (antigo "Superior")                                                                                               |
| Castelhano (espanhol) | Centro de Certificação de Línguas Speexx | 10-19                                    | 20-29                                                                     | 30-49                                                                          | 50-79 | 80-89                                                                             | 90-100 |
| Castelhano (espanhol) | LanguageCert USAL esPro BULATS | 10-19                                    | 20-39                                                                     | 40-59                                                                          | 60-74 | 75-89                                                                             | 90-100 |
| Catalão               | Certificados de Língua Catalã |                                          | Bàsic-A2                                                                  | Elemental-B1                                                                   | Intermedi-B2 | Suficiència-C1                                                                    | Superior-C2 |
| Catalão               | Simtest | A1                                       | A2                                                                        | B1                                                                             | B2 | C1                                                                                | C2 |
| Checo                 | Prova do Certificado de Língua Checa (CCE) | CCE-A1                                   | CCE-A2                                                                    | CCE-B1                                                                         | CCE-B2 | CCE-C1                                                                            | - |
| Coreano               | Prova de Aptidão de Coreano (TOPIK) | Nível 1                                  | Nível 2                                                                   | Nível 3                                                                        | Nível 4 | Nível 5                                                                           | Nível 6 |
| Dinamarquês           | Prøve i Dansk (Prova de Língua Dinamarquesa) | Danskprøve A1                            | Prøve i Dansk 1                                                           | Prøve i Dansk 2                                                                | Prøve i Dansk 3 | Studieprøven                                                                      | |
| Esperanto             | Esperanto KER História (Esperanto) | A1                                       | A2                                                                        | B1                                                                             | B2 | C1                                                                                | C2 |
| Finlandês             | YKI | 1                                        | 2                                                                         | 3                                                                              | 4 | 5                                                                                 | 6 |
| Francês               | CIEP / Diplomas Alliance française | TCF A1 / DELF A1                         | TCF A2 / DELF A2 / CEFP 1                                                 | TCF B1 / DELF B1 / CEFP 2                                                      | TCF B2 / DELF B2 / Diplôme de Langue                                                                                    | TCF C1 / DALF C1 / DSLCF                                                          | TCF C2 / DALF C2 / DHEF                                                                                              |
| Francês               | Centro de Certificação de Línguas Speexx | 10-19                                    | 20-29                                                                     | 30-49                                                                          | 50-79 | 80-89                                                                             | 90-100 |
| Francês               | Frantastique (Gymglish) | 1                                        | 2                                                                         | 3                                                                              | 4 | 5                                                                                 | 5 |
| Galego                | Certificado de lingua galega (CELGA) |                                          | CELGA 1                                                                   | CELGA 2                                                                        | CELGA 3 | CELGA 4                                                                           | CELGA 5 |
| Galês                 | WJEC Defnyddio'r Gymraeg | Mynediad (Entrada)                       | Sylfaen (Fundação)                                                        | Canolradd (Intermédio)                                                         | Uwch (Avançado) | -                                                                                 | - |
| Grego                 | Πιστοποίηση Ελληνομάθειας (Certificado de Realização no Grego Moderno) | Α1 (Στοιχειώδης Γνώση)                   | Α2 (Βασική Γνώση)                                                         | Β1 (Μέτρια Γνώση)                                                              | Β2 (Καλή Γνώση) | Γ1 (Πολύ Καλή Γνώση)                                                              | Γ2 (Άριστη Γνώση) |
| Hebraico              | Ulpan (conforme codificado pela Escola Internacional Rothberg) | A1.1 Aleph Beginner A1.2 Aleph Advanced  | A2 Bet                                                                    | B1 Gimel                                                                       | B2 Dalet | C1.1 Hé C1.2 Vav                                                                  | C2 Native Speaker |
| Inglês                | Anglia Examinations | Preliminary                              | Elementary                                                                | Intermediate                                                                   | Advanced | Proficiency                                                                       | Masters |
| Inglês                | TrackTest | A1 (Beginner)                            | A2 (Elementary)                                                           | B1 (Pre-Intermediate)                                                          | B2 (Intermediate) | C1 (Upper-Intermediate)                                                           | C2 (Advanced) |
| Inglês                | TOELS: Wheebox Test of English Language Skills | 11 (Beginner)                            | 20 (Pre-Intermediate)                                                     | 25 (Intermediate)                                                              | 30 (Graduate) | 33 (Advanced)                                                                     | |
| Inglês                | iTEP | 0-1.9                                    | 2-2.4                                                                     | 2.5-3.4                                                                        | 3.5-4.4 | 4.5-5.4                                                                           | 5.5-6 |
| Inglês                | IELTS | 2.0                                      | 3.0                                                                       | 3.5-5.5 (3.5 is the margin)                                                    | 5.5-7 (5.5 is the margin)                                                                                               | 7-8 (7 is the margin)                                                             | 8.0-9.0 (8.0 is the margin)                                                                                          |
| Inglês                | TOEIC Listening & Reading Test | 60-105 listening 60-110 reading          | 110-270 (listening) 115-270 (reading)                                     | 275-395 (listening) 275-380 (reading)                                          | 400-485 (listening) 385-450 (reading)                                                                                   | 490-495 (listening) 455-495 (reading)                                             | |
| Inglês                | TOEIC Speaking & Writing Test | 50-80 speaking 30-60 writing             | 90-110 (speaking) 70-110 (writing)                                        | 120-150 (speaking) 120-140 (writing)                                           | 160-170 (speaking) 150-170 (writing)                                                                                    | 180-200 (speaking) 180-200 (writing)                                              | |
| Inglês                | Versant | 26-35                                    | 36-46                                                                     | 47-57                                                                          | 58-68 | 69-78                                                                             | 79-80 |
| Inglês                | Centro de Certificação de Línguas Speexx | 10-19                                    | 20-29                                                                     | 30-49                                                                          | 50-79 | 80-89                                                                             | 90-100 |
| Inglês                | Duolingo English Test | 10-20                                    | 25-55                                                                     | 60-85                                                                          | 90-115 | 120-140                                                                           | 145-160 |
| Inglês                | Password English Tests | 2.0 - 2.5                                | 3.0 - 3.5                                                                 | 4.0 - 5.0                                                                      | 5.5 - 6.5 | 7.0 or above                                                                      | |
| Inglês                | TOEFL (IBT) |                                          | 10-15 (speaking) 7-12 (writing)                                           | 42-71 (total) 4-17 (reading) 9-16 (listening) 16-19 (speaking) 13-16 (writing) | 72-94 (total) 18-23 (reading) 17-21 (listening) 20-24 (speaking) 17-23 (writing)                                        | 95-120 (total) 24-30 (reading) 22-30 (listening) 25-30 (speaking) 24-30 (writing) | |
| Inglês                | TOEFL ITP |                                          | 337                                                                       | 460                                                                            | 543 | 627                                                                               | |
| Inglês                | TOEFL Junior Standard |                                          | 225-245 (listening), 210-245 (language form), 210-240 (reading)           | 250-285 (listening), 250-275 (language form), 245-275 (reading)                | 290-300 (listening), 280-300 (language form), 280-300 (reading)                                                         |                                                                                   | |
| Inglês                | EF Standard English Test] | 1-30                                     | 31-40                                                                     | 41-50                                                                          | 51-60 | 61-70                                                                             | 71-100 |
| Inglês                | City and Guilds | Preliminary                              | Access                                                                    | Achiever                                                                       | Communicator | Expert                                                                            | Mastery |
| Inglês                | RQF (apenas no Reino Unido) | Entry Level                              | Level 1                                                                   | Level 2                                                                        | Level 3 | Levels 4-6                                                                        | Level 7-8 |
| Inglês                | Cambridge exam | A1 Movers                                | A2 Key                                                                    | B1 Preliminary                                                                 | B2 First | C1 Advanced                                                                       | C2 Proficiency |
| Inglês                | Michigan exam | MET Go! Basic User (CEFR A1)             | Michigan English Test (MET) (0 to 39) / MET Go! Elementary User (CEFR A2) | Michigan English Test (MET) (40 to 52) / MET Go! Intermediate User (CEFR B1)   | ECCE / Michigan English Test (MET) (53 to 63)                                                                           | Michigan English Test (MET) (64 to 80)                                            | ECPE |
| Inglês                | LanguageCert International ESOL - Listening, Reading, Writing LanguageCert International ESOL - Speaking | A1 Preliminary (Entry Level 1)           | A2 Access (Entry Level 2)                                                 | B1 Achiever (Entry Level 3)                                                    | B2 Communicator (Level 1)                                                                                               | C1 Expert (Level 2)                                                               | C2 Mastery (Level 3)                                                                                                 |
| Inglês                | PTE Academic |                                          | 30                                                                        | 43                                                                             | 59 | 76                                                                                | 85ƒ |
| Inglês                | PTE General (antigo LTE) | Level A1                                 | Level 1                                                                   | Level 2                                                                        | Level 3 | Level 4                                                                           | Level 5 |
| Inglês                | Trinity College London Integrated Skills in English (ISE) / Graded Examinations in Spoken English (GESE) / Spoken English for Work (SEW) | GESE 2                                   | ISE 0 GESE 3, 4                                                           | ISE I GESE 5, 6                                                                | ISE II GESE 7, 8, 9 | ISE III GESE 10, 11                                                               | ISE IV GESE 12 |
| Inglês                | British General Qualifications | GCSE Foundation Tier                     | GCSE Higher Tier                                                          | GCE AS Level and lower grade A-Level                                           | GCE A-Level |                                                                                   | |
| Inglês                | Learning Resource Network | CEF A1                                   | CEF A2                                                                    | CEF B1                                                                         | CEF B2 | CEF C1                                                                            | CEF C2 |
| Inglês                | Eiken (Prova Japonesa de Inglês) | 5,4,3                                    | Pre-2                                                                     | 2                                                                              | Pre-1 | 1                                                                                 | |
| Islandês              | Prova de islandês para um pedido de cidadania islandesa | Passa                                    |                                                                           |                                                                                | |                                                                                   | |
| Italiano              | CELI | Impatto                                  | 1                                                                         | 2                                                                              | 3 | 4                                                                                 | 5 |
| Italiano              | Centro de Certificação de Línguas Speexx | 10-19                                    | 20-29                                                                     | 30-49                                                                          | 50-79 | 80-89                                                                             | 90-100 |
| Italiano              | CILS | A1                                       | A2                                                                        | Uno                                                                            | Due | Tre                                                                               | Quattro / DIT C2 |
| Italiano              | PLIDA (Diplomas da Sociedade Dante Alighieri) | PLIDA A1                                 | PLIDA A2                                                                  | PLIDA B1                                                                       | PLIDA B2 | PLIDA C1                                                                          | PLIDA C2 |
| Japonês               | Certificação de Aptidão de Língua Japonesa (JLPT) | JLPT 5                                   | JLPT 4                                                                    | JLPT 3                                                                         | JLPT 2 | JLPT 1                                                                            | |
| Japonês               | Prova da Fundação Japão para o Japonês Básico (JFT-Básico) |                                          | Passa                                                                     |                                                                                | |                                                                                   | |
| Japonês               | Certificado de Japonês como Língua Estrangeira (J-cert) | N/A                                      | A2.1 A2.2                                                                 | B1                                                                             | B2 | C1                                                                                | C2 |
| Luxemburguês          | Instituto Nacional das Línguas |                                          | A2                                                                        | B1                                                                             | B2 | C1                                                                                | |
| Mandarim Chinês       | Chinês Hanyu Shuiping Kaoshi (HSK) (Níveis de acordo com associações francesas e alemãs) | HSK Nível 1 HSK Nível 2                  | HSK Nível 3 HSK Nível 4                                                   | HSK Nível 4 HSK Nível 5                                                        | HSK Nível 5 HSK Nível 6                                                                                                 | HSK Nível 6                                                                       | |
| Mandarim Chinês       | Prova de Chinês como Língua Estrangeira (TOCFL) (Taiwan) | TOCFL Nível 1                            | TOCFL Nível 2                                                             | TOCFL Nível 3                                                                  | TOCFL Nível 4 | TOCFL Nível 5                                                                     | TOCFL Nível 6 |
| Neerlandês            | CNaVT - Certificaat Nederlands als Vreemde Taal (Certificado de Neerlandês como Língua Estrangeira) |                                          | Perfil de turista e proficiência em linguagem informal (PTIT)             | Perfil de proficiência em linguagem da sociedade (PMT)                         | Perfil de proficiência em linguagem profissional (PPT). Perfil de proficiência em linguagem da educação superior (PTHO) | Perfil de proficiência em linguagem académica (PAT)                               | |
| Neerlandês            | Inburgeringsexamen (Obrigação de integração para imigrantes de fora da UE) | Pré-prova na embaixada do país de origem | Prova nos Países Baixos                                                   |                                                                                | |                                                                                   | |
| Neerlandês            | Staatsexamen Nederlands als tweede taal NT2 (Prova Estatal de Neerlandês como segunda língua NT2) |                                          |                                                                           | NT2 programma I                                                                | NT2 programma II |                                                                                   | |
| Norueguês             | Norskprøver | Norskprøve 1                             | Norskprøve 2                                                              | Norskprøve 3                                                                   | Bergenstest - Bestått                                                                                                   | Bergenstest - Godt bestått                                                        | |
| Polaco                | Egzaminy Certyfikatowe z Języka Polskiego jako Obcego |                                          |                                                                           | B1 (podstawowy)                                                                | B2 (średni ogólny) |                                                                                   | C2 (zaawansowany) |
| Português             | CAPLE | ACESSO                                   | CIPLE                                                                     | DEPLE                                                                          | DIPLE | DAPLE                                                                             | DUPLE |
| Português             | CELPE-Bras | Intermédio                               | Intermédio                                                                | Intermédio Superior                                                            | Intermédio Superior | Avançado                                                                          | Avançado Superior |
| Russo                 | ТРКИ – Тест по русскому языку как иностранному (TORFL – Prova de Russo como Língua Estrangeira) | ТЭУ Элементарный уровень                 | ТБУ Базовый уровень                                                       | ТРКИ-1 (I Cертификационный уровень) (1st Certificate level)                    | ТРКИ-2 | ТРКИ-3                                                                            | ТРКИ-4 |
| Sueco                 | TISUS | -                                        | -                                                                         | -                                                                              | - | TISUS                                                                             | - |
| Sueco                 | Swedex | -                                        | A2                                                                        | B1                                                                             | B2 | -                                                                                 | - |
| Sueco                 | YKI | 1                                        | 2                                                                         | 3                                                                              | 4 | 5                                                                                 | 6 |
| Turco                 | TYS | A1                                       | A2                                                                        | B1                                                                             | B2 (55-70%) | C1 (71-88%)                                                                       | C2 (89-100%) |
| Ucraniano             | UMI/ULF - Ucraniano como Língua Estrangeira | UMI 1                                    | UMI 2                                                                     | UMI 3                                                                          | UMI 4 | UMI 5                                                                             | UMI 6 |

## Dificuldade em alinhar o QECR com os programas de educação
Escolas de línguas e organismos de certificação avaliam as suas próprias equivalências em relação à estrutura do QECR. Descobriu-se que existem diferenças de estimativa, por exemplo, o fato de estarem no mesmo nível o PTE A, o TOEFL e o IELTS, o que é motivo de debate entre os produtores de provas.